# 東京インタラクティブアドアワード
東京インタラクティブアドアワード（TIAA）は、2003年に設立されたインターネット広告賞の名称。インターネット広告推進協議会（JIAA）が主催。
2003年から2012年まで行われ、その後はACC主催「ACC CMフェスティバル」へ移譲された。

## 第１回 (2003年)
| 部門                           | 賞         | 作品名                    | 広告主                                                                                       | 制作会社                                                                           |
| ------------------------------ | ---------- | ------------------------- | -------------------------------------------------------------------------------------------- | ---------------------------------------------------------------------------------- |
|                                | グランプリ | CAMCAMTIME                | sony                                                                                         | 株式会社ワンスカイ/株式会社ビジネス・ アーキテクツ                                 |
| バナー広告                     | 金賞       | WWF1 WWF2                 | 財団法人世界自然保護基金ジャパン                                                             | 株式会社博報堂アイ・スタジオ、株式会社 ティー・ワイ・オー インタラクティブデザイン |
| ビヨンド広告                   | 金賞       | まじめ まじめ まじめ COLT | 三菱自動車工業株式会社                                                                       | 株式会社電通/株式会社葵プロモーション /Hi-ReS!                                     |
| インテグレーテッドキャンペーン | 金賞       | 立ち読みしま書            | 1万年堂出版、中央公論新社、原書房、河 出書房新社、光文社、ソニー･マガジンズ、 双葉社、洋泉社 | 株式会社ロフト                                                                     |

- 審査委員長：杉山 恒太郎（株式会社 電通）
- 審査委員： 坂田 耕（株式会社 マッキャンエリクソン・ACC CM FESTIVAL 審査委員長） 福田 敏也（株式会社 博報堂） 青山 みつ久（株式会社 葵プロモーション） 岸本 高由（株式会社 ティー・ワイ・オー インタラクティブデザイン） 鈴木 敦子（株式会社 東北新社） 伊藤 幸治（株式会社 イメージソース） 中村 勇吾（株式会社 ビジネス・アーキテクツ）
- 特別審査委員：糸井 重里

## 第２回（2004年）
| 部門               | 賞         | 作品名                                        | 広告主                                | 制作会社 |
| ------------------ | ---------- | --------------------------------------------- | ------------------------------------- | --- |
|                    | グランプリ | WebCINEMA “TRUNK”                             | 日産自動車株式会社                    | 株式会社 ティー・ワイ・オー インタラクティブデザイン／ 株式会社 モンスターフィルムス／UNIT9／株式会社 博報堂／株式会社 博報堂 ジーワン |
| ビヨンド広告       | 金賞       | DesignersKDDI                                 | KDDI株式会社                          | Tokyo Great Visual |
| ビヨンド広告       | 銀賞       | ネットワーク インスタレーショ ン キャンペーン | 株式会社 アダムエロペ                 | 株式会社 イメージソース / SEMITRANSPARENT DESIGN                                                                                       |
| ビヨンド広告       | 銀賞       | ecotonoha                                     | NEC                                   | NECメディアプロダクツ株式会社 / 中村 勇吾                                                                                              |
| バナー広告         | 金賞       | ノック                                        | ジェネオンエンタテインメント株 式会社 | 株式会社 電通／有限会社 ライズデザインオフィス                                                                                         |
| フローティング広告 | 金賞       | Designers KDDI - Cursor                       | KDDI株式会社                          | Tokyo Great Visual |

- 審査委員長： 杉山 恒太郎 （株式会社 電通）
- 審査委員： 伊藤 幸治 （株式会社 イメージソース） 内山 光司 （株式会社 ワンスカイ） 大岩 直人 （株式会社 電通） 岸本 高由 （株式会社 ティー・ワイ・オー インタラクティブデザイン） 北村 久美子 （株式会社 葵プロモーション） 工藤 紳一 （株式会社 アサツーディ・ケイ） 杉山 豊 （株式会社 博報堂） 中村 勇吾 福田 敏也 （Tripleseven Interactive）
- 特別審査委員： 宮崎 晋 （株式会社 博報堂・ACC CM FESTIVAL 審査委員長） 中島 信也 （株式会社 東北新社）

## 第３回（2005年）
| 部門                           | 賞         | 作品名                            | 広告主                                 | 制作会社                                                                                         |
| ------------------------------ | ---------- | --------------------------------- | -------------------------------------- | ------------------------------------------------------------------------------------------------ |
|                                | グランプリ | スラムダンク                      | 井上 雄彦                              | 株式会社 電通／株式会社 スプーン                                                                 |
| バナー広告                     | 金賞       | pn-world.tv banner “shadowgraph”  | 株式会社 資生堂                        | 株式会社 葵プロモーション                                                                        |
| フローティング広告             | 金賞       | Driver’s eye                      | 社団法人 公共広告機構                  | 株式会社 電通／エキサイト株式会社                                                                |
| その他ウェブ広告               | 金賞       | Honda アイコンミュージアム        | 本田技研工業株式会社                   | 株式会社 電通／Eboy／株式会社 ドリル                                                             |
| コーポレートサイト             | 金賞       | DESIGN-YAMAHA                     | ヤマハ株式会社                         | 株式会社 ビジネス・アーキテクツ                                                                  |
| ブランディングサイト           | 金賞       | Vodafone Design File              | ボーダフォン株式会社                   | 株式会社 博報堂アイ・スタジオ                                                                    |
| キャンペーンサイト             | 金賞       | talby.jp                          | KDDI株式会社                           | 株式会社 イメージソース                                                                          |
| モバイル                       | 金賞       | 蹴メ                              | 株式会社 ナイキジャパン                | ADK（株式会社 アサツー ディ・ ケイ）／株式会社 ルート・コミュ ニケーションズ／projector／ BRIDGE |
| メディアタイアップ             | 金賞       | DUAL FEEL                         | 日産自動車株式会社                     | 株式会社 葵プロモーション                                                                        |
| インテグレーテッドキャンペーン | 金賞       | TOSHIBA Presents FM FESTIVAL 2004 | 株式会社 東芝 / 株式会社 エフ エム東京 | tha ltd. / 株式会社 東北新社                                                                     |

- 審査委員長： 杉山 恒太郎（株式会社 電通）

- 審査委員： 伊藤 幸治 （株式会社 イメージソース） 内山 光司 （株式会社 ワンスカイ） 大岩 直人 （株式会社 電通） 岸本 高由 （株式会社 ティー・ワイ・オー インタラクティブデザイン） 木田 広大 （株式会社 アサツーディ・ケイ） 北村 久美子（株式会社 葵プロモーション） 杉山 豊 （株式会社 博報堂） 中村 勇吾 （tha） 福井 信蔵 （株式会社 ビジネス・アーキテクツ） 福田 敏也 （トリプルセブン・インタラクティブ）
- 特別審査委員： 宮崎 晋 （株式会社 博報堂・ACC CM FESTIVAL 審査委員長） 中島 信也 （株式会社 東北新社）

## 第４回（2006年）
| 部門               | 賞         | 作品名                            | 広告主                                       | 制作会社                                                   |
| ------------------ | ---------- | --------------------------------- | -------------------------------------------- | ---------------------------------------------------------- |
| プロダクトサイト   | グランプリ | ケチャップリポート                | ハインツ日本株式会社                         | imaginative inc.                                           |
| バナー広告         | 金賞       | ライフ・チェーン                  | 社団法人 公共広告機構                        | 株式会社 電通 / マイクロソフト株式 会社 / カイブツ         |
| フローティング広告 | 金賞       | 9-Hour Gesture                    | 株式会社 バスキュール                        | 株式会社 バスキュール / マイクロ ソフト株式会社 / カイブツ |
| コーポレートサイト | 金賞       | amana: 「伝える」から「伝わる」へ | 株式会社 アマナ                              | tha ltd.                                                   |
| コーポレートサイト | 銀賞       | Bascule Inc.                      | 株式会社 バスキュール                        | 株式会社 バスキュール                                      |
| キャンペーンサイト | 金賞       | JUMP-IN.JP                        | マイクロソフト株式会社                       | tha ltd.                                                   |
| キャンペーンサイト | 銀賞       | GLOBAL RESEARCH SHOW              | 本田技研工業株式会社 / 株式会社 エフエム東京 | tha ltd. / 株式会社 東北新社 / 株 式会社 マックスマウス    |

- 特別賞
  - ベストクリエイター賞：中村勇吾
  - ベストインタラクティブプロダクション賞：株式会社 バスキュール
- 審査
  - 審査委員長： 杉山 恒太郎（株式会社 電通）
  - 審査委員： 伊藤 幸治 （株式会社 イメージソース） 内山 光司 （株式会社 ワンスカイ） 大岩 直人 （株式会社 電通） 岸本 高由 （株式会社 ティー・ワイ・オー インタラクティブデザイン） 木田 広大 （株式会社 アサツー ディ・ケイ） 北村 久美子（株式会社 葵プロモーション） 北村 健 （株式会社 ベースメントファクトリープロダクション） 杉山 豊 （株式会社 博報堂） 中村 勇吾 （tha ltd.） 福田 敏也 （トリプルセブン・インタラクティブ）
  - 特別審査委員： 中島 信也 （株式会社 東北新社・ACC CM FESTIVAL 審査委員）

## 第５回 (2007年)
| 部門                            | 賞         | 作品名                                                    | 広告主                         | 制作会社                                                                                    |
| ------------------------------- | ---------- | --------------------------------------------------------- | ------------------------------ | ------------------------------------------------------------------------------------------- |
| インテグレーテッド キャンペーン | グランプリ | Nike Cosplay                                              | 株式会社 ナイキジャパン        | 伊藤直樹 （GT INC.） / 株式会社 ティー・ワイ・オー / 株式会社 ルート・ コミュニケーションズ |
| バナー広告                      | 金賞       | 「類似品にご注意を－神経衰弱」篇                          | ハーマンミラージャパン株式会社 | FORM::PROCESS / マイクロソフト株式会社                                                      |
| フローティング                  | 金賞       | wrap it                                                   | 株式会社 クレハ                | カイブツ / 株式会社 サイバー・コミュニ ケーションズ / マイクロソフト株式会社                |
| コーポレートサイト              | 金賞       | UNIQLO.COM                                                | 株式会社 ユニクロ              | tha ltd.                                                                                    |
| モバイルキャンペーン            | 金賞       | インタラクティブ・イルミネーション～ akarium Call Project | 商店街振興組合 原宿表参道欅会  | 777interactive / SEMITRANSPARENT DESIGN / ZOOLIB / 面白法人 カヤック                        |
| コーポレートタイアップ          | 金賞       | JUST DO IT キメワザ・バトル                               | 株式会社 ナイキジャパン        | マイクロソフト株式会社 / 株式会社 ノ ングリッド                                             |
| インテグレーテッドキャンペーン  | 金賞       | BIG SHADOW                                                | マイクロソフト株式会社         | Projector inc. / 株式会社 イメージソー ス / 株式会社 ノングリッド / ZOOLIB / tha ltd.       |

- 特別賞
  - ベストクリエイター賞：伊藤 直樹 （GT INC.）
  - ベストインタラクティブプロダクション賞：SEMITRANSPARENT DESIGN
  - ベストメディアアーキテクト賞：中山 行功 （Microsoft Digital Advertising Solutions, MSN Japan）

- 審査員
  - 審査委員長： 杉山 恒太郎 （株式会社 電通）
  - 審査委員： 伊藤幸治（株式会社 イメージソース） 内山光司（GT INC.） 大岩直人（株式会社 電通） 木田広大（株式会社 アサツー ディ・ケイ）北村久美子 （株式会社 葵プロモーション） 北村健（株式会社 ベースメントファクトリープロダクション）杉山豊（株式会社 博報堂） 中村勇吾（tha ltd） 福田敏也（Tripleseven Interactive） 朴正義（株式会社 バスキュール）
  - 特別審査委員： 中島信也（株式会社 東北新社 / ACC CM FESTIVAL 審査委員）

## 第６回 (2008年)
| 部門                           | 賞         | 作品名                                        | 広告主                       | 制作会社 |
| ------------------------------ | ---------- | --------------------------------------------- | ---------------------------- | --- |
|                                | グランプリ | UNIQLOCK                                      | 株式会社 ユニクロ            | MONSTER FILMS |
| バナー広告                     | 金賞       | 救い                                          | 社団法人 公共広告機構        | 株式会社 アドブレーン / 有限 会社 スパイス･グラフィックス / エキサイト株式会社                                       |
| バナー広告                     | 金賞       | Clock                                         | WFP 国連世界食糧計画         | 株式会社 電通 / エキサイト株 式会社                                                                                  |
| フローティング広告             | 金賞       | Viewpoint Zoom in / out                       | 本田技研工業株式会社         | 株式会社 カイブツ / エキサイト 株式会社                                                                              |
| その他のインタラクティブ広告   | 金賞       | UNIQLOCK BLOG PARTS                           | 株式会社 ユニクロ            | MONSTER FILMS |
| その他のインタラクティブ広告   | 金賞       | NIKEiD - if you were a boy，                  | 株式会社 ナイキジャパン      | 株式会社 TYOプロダクションズ / spfdesign Inc. / Root Communications                                                  |
| その他のインタラクティブ広告   | 銀賞       | Handshake Company                             | マイクロソフト株式会社       | 株式会社 東北新社 / imaginative inc.                                                                                 |
| プロダクトサイト               | 金賞       | Pokemon GTS （Global Trade Station）          | 株式会社 ポケモン            | Bascule Inc. / スリーハンズ                                                                                          |
| プロダクトサイト               | 銀賞       | VAIO - REMIX YOUR LIFE -                      | ソニー株式会社               | imaginative inc. |
| キャンペーンサイト             | 金賞       | REC YOU                                       | ソニーマーケティング株式会社 | GT INC. / NON-GRID inc. / pictures inc. / puzzle inc.                                                                |
| インテグレーテッドキャンペーン | 金賞       | ジャンプスクエア「検索しないで」 キャンペーン | 株式会社 集英社              | 株式会社 電通 / 株式会社 パ ズル / eredie2 / launch inc. / 株式会社 葵プロモーション / 株式会社 Impress Comic Engine |

- 特別賞
  - ベストクリエイター賞：田中 耕一郎（Projector inc.）
  - ベストインタラクティブプロダクション賞：株式会社イメージソース 株式会社ノングリッド
- 審査員
  - 審査員長： 大岩 直人 （株式会社 電通）
  - 審査員： 阿部 晶人 （オグルヴィ・ワン・ジャパン株式会社） 伊藤 直樹 （GT INC.） 鎌田 貴史 （spfdesign Inc.） 川口 清勝 （株式会社 タグボート） 木田 広大 （株式会社 アサツー ディ・ケイ） 北村 久美子 （株式会社 葵プロモーション） 田中 耕一郎 （Projector inc.） 中村 洋基 （株式会社 電通） 中村 勇吾 （tha ltd.） 福田 敏也 （Tripleseven Interactive）
  - 中島 信也 （株式会社 東北新社・ACC CM FESTIVAL 審査員）

## 第７回 (2009年)
| 部門                                          | 賞         | 作品名                           | 広告主                                           | 制作会社 |
| --------------------------------------------- | ---------- | -------------------------------- | ------------------------------------------------ | --- |
|                                               | グランプリ | ミクシィ年賀状                   | 郵便事業株式会社                                 | 株式会社 ミクシィ / 株式会社 博報堂 ＤＹインターソリューションズ / 株式会 社 博報堂プロダクツ / 株式会社 シェ イク / 株式会社 メールdeギフト / 株式会社 ヒマナイヌ / 有限会社 ノオト / 株式会社 アラジンイデア |
| ウィジェット                                  | 金賞       | 郵便年賀.jp                      | 郵便事業株式会社                                 | 株式会社 パズル / 株式会社 602 / 株式会社 エアフレイム |
| プロダクトサイト                              | 金賞       | MORISAWA FONTPARK 2.0            | 株式会社 モリサワ                                | AXIS Inc / tha ltd. |
| キャンペーンサイト                            | 金賞       | UT LOOP!                         | 株式会社 ユニクロ                                | tha ltd. / Monster Films |
| キャンペーンサイト                            | 金賞       | AXE WAKE-UP SERVICE INC.         | ユニリーバ・ジャパン株式会社                     | 株式会社 バスキュール / 株式会社 モンスター☆ウルトラ / 株式会社 flapper3 / 株式会社 ワン・トゥー・テン・デザイン / ミツバチワークス株式 会社 / 有限会社 サイン                                                 |
| モバイルキャンペーン                          | 金賞       | AXE WAKE-UP SERVICE INC.         | ユニリーバ・ジャパン株式会社                     | 株式会社 バスキュール / 株式会社 モンスター☆ウルトラ / 株式会社 flapper3 / 株式会社 ワン・トゥー・テ ン・デザイン / ミツバチワークス株式 会社 / 有限会社 サイン                                                |
| モバイルキャンペーン                          | 金賞       | ペア・ムービー『素直になれたら』 | 株式会社 ソニー・ミュージックエン タテインメント | 株式会社 ソニー・ミュージックネット ワーク / 株式会社 ロボット |
| インテグレーテッドキャンペーン/クロスメディア | 金賞       | AXE WAKE-UP SERVICE INC.         | ユニリーバ・ジャパン株式会社                     | 株式会社 バスキュール / 株式会社 モンスター☆ウルトラ / 株式会社 flapper3 / 株式会社 ワン・トゥー・テ ン・デザイン / ミツバチワークス株式 会社 / 有限会社 サイン                                                |

- 特別賞
  - ベストクリエイター：朴 正義 （株式会社 バスキュール）
  - ベストインタラクティブプロダクション：tha ltd.

- 審査
  - 審査員長： 福田 敏也 （株式会社 トリプルセブン・インタラクティブ）
  - 審査員： 阿部 晶人 （オグルヴィ・ワン・ジャパン株式会社） 伊藤 直樹 （GT INC.） 大岩 直人 （株式会社 電通） 鎌田 貴史 （spfdesign Inc.） 木田 広大 （株式会社 アサツー ディ・ケイ） 北村 久美子 （株式会社 葵プロモーション） 小池 博史 （株式会社 イメージソース / 株式会社 ノングリッド） 佐野 勝彦 （株式会社 博報堂アイ・スタジオ） 田中 耕一郎 （Projector Inc.） 中村 洋基 （株式会社 電通） 中村 勇吾 （tha ltd.） 朴 正義 （株式会社 バスキュール） 米村 浩 （no problem LLC.） 中島 信也 （株式会社 東北新社・2008 ACC CM FESTIVAL 審査員）

## 第８回 (2009年)
| 部門                                            | 賞         | 作品名                   | 広告主                         | 制作会社                                                                  |
| ----------------------------------------------- | ---------- | ------------------------ | ------------------------------ | ------------------------------------------------------------------------- |
|                                                 | グランプリ | 全日本バーベイタム選手権 | 三菱化学メディア株式会社       | ROXIK / IMG SRC, Inc. / kaibutsu inc,.                                    |
| アプリケーション                                | 金賞       | UNIQLO LUCKY SWITCH      | 株式会社 ユニクロ              | IMG SRC, Inc. / NON-GRID inc. / S2 Factory, Inc.                          |
| アプリケーション                                | 金賞       | UNIQLO CALENDAR          | 株式会社 ユニクロ              | Projector Inc. / puzzle inc. / spfdesign Inc.                             |
| プロダクトサイト                                | 金賞       | Pizza Tracking Show      | 株式会社 ドミノ・ピザ ジャパン | 株式会社 バスキュール / 株式会社 スプーン / 株式会社 サルボ               |
| キャンペーンサイト                              | 金賞       | UNIQLO CALENDAR          | 株式会社 ユニクロ              | Projector Inc. / puzzle inc. / spfdesign Inc.                             |
| モバイルキャンペーン                            | 金賞       | iida calling             | KDDI株式会社                   | Projector Inc. / IMG SRC, Inc.                                            |
| モバイルキャンペーン                            | 金賞       | クイズ鉄道王決定戦       | KDDI株式会社                   | 株式会社 ワーキングヘッズ / 株式 会社 デジタルガレージ DG＆Ibexカンパニー |
| インテグレーテッドキャンペーン/インタラクティブ | 金賞       | UNIQLO CALENDAR          | 株式会社 ユニクロ              | Projector Inc. / puzzle inc. / spfdesign Inc.                             |
| インテグレーテッドキャンペーン/クロスメディア   | 金賞       | iida                     | KDDI株式会社                   | tha ltd. / Projector Inc. / IMG SRC, Inc. / ROBOT Inc.                    |
| その他のインタラクティブ広告部門                | 金賞       | Pizza Tracking Show      | 株式会社 ドミノ・ピザ ジャパン | 株式会社 バスキュール / 株式会社 スプーン / 株式会社 サルボ               |

- 特別賞
  - ベストクリエイター：城戸 雅行（ROXIK）
  - ベストインタラクティブプロダクション：IMG SRC, Inc. (株式会社 イメージソース)

- 審査
  - 審査員長： 福田 敏也 （株式会社 トリプルセブン・インタラクティブ）
  - 審査員： 伊藤 直樹 （ワイデン＋ケネディ トウキョウ） 大岩 直人（株式会社 電通） 嶋 浩一郎（株式会社 博報堂ケトル） 清水 幹太 （株式会社 イメージソース / 株式会社 ノングリッド） 須田 和博（株式会社 博報堂） 田中 耕一郎（株式会社 Projector） 東畑 幸多（株式会社 電通） 中村 勇吾（tha ltd.） 馬場 鑑平（株式会社 バスキュール） 原野 守弘（株式会社 ドリル） 柳澤 大輔（株式会社 カヤック）
  - 特別審査員： 中島 信也 （株式会社 東北新社・2009 ACC CM FESTIVAL 審査員）

## 第９回 (2010年)
| 部門                                            | 賞         | 作品名                                  | 広告主                                     | 制作会社                                |
| ----------------------------------------------- | ---------- | --------------------------------------- | ------------------------------------------ | --------------------------------------- |
| プロダクトサイト                                | グランプリ | 映し鏡                                  | SOUR                                       | Masashi + Qanta + Saqoosha + Hiroki     |
| コーポレートサイト                              | 金賞       | UNIQLO LUCKY LINE                       | 株式会社 ユニクロ                          |                                         |
| キャンペーンサイト                              | 金賞       | UNIQLO LUCKY LINE                       | 株式会社 ユニクロ                          |                                         |
| キャンペーンサイト                              | 金賞       | Run fwd                                 | 株式会社 ナイキジャパン                    | Root Communications / DELTRO            |
| キャンペーンサイト                              | 金賞       | IS Parade                               | KDDI株式会社                               |                                         |
| キャンペーンサイト                              | 金賞       | JAPAN WORLD CUP / JAPAN WORLD CUP 2     | 財団法人 全国競馬・畜産振興会              |                                         |
| モバイルアプリケーション                        | 金賞       | Domino's App                            | 株式会社 ドミノ・ピザ ジャパン             |                                         |
| アウトドア                                      | 金賞       | adidas SKYCOMIC                         |                                            |                                         |
| アウトドア                                      | 金賞       | 新宿駅前風呂場                          | 株式会社 バスキュール                      | 株式会社 バスキュール                   |
| インテグレーテッドキャンペーン/インタラクティブ | 金賞       | Run fwd                                 | 株式会社 ナイキジャパン                    | Root Communications / DELTRO            |
| その他のインタラクティブ広告                    | 金賞       | PEACE SHADOW、RECREATING NUKES MEMORIES | PEACE SHADOW PROJECT / 広島 平和記念資料館 | 株式会社 博報堂 / 株式会社 バスキュール |

- 特別賞
  - ベストクリエイター：川村真司 清水幹太
  - ベストインタラクティブプロダクション：株式会社エイド・ディーシーシー

- 審査
  - 審査員長: 伊藤 直樹
  - 審査員: 大岩 直人 （株式会社 電通） 河尻 亨一 （HAKUHODO DESIGN / 銀河ライター） 嶋 浩一郎 （株式会社 博報堂ケトル） 清水 幹太 田中 耕一郎 （Projector Inc.） 中村 洋基 中村 勇吾 （tha ltd.） 福田 敏也 （株式会社 トリプルセブン・インタラクティブ） 中島 信也 （株式会社 東北新社・2010 ACC CM FESTIVAL 審査員）
  - 特別審査員: 川村 真司 レイ イナモト （AKQA）

## 第10回 (2011年)
| 部門                             | 賞         | 作品名                | 広告主                   | 制作会社                                                          |
| -------------------------------- | ---------- | --------------------- | ------------------------ | ----------------------------------------------------------------- |
|                                  | グランプリ | CONNECTING LIFELINES  | 本田技研工業             | Rhizomatiks / TWOTONE / Qosmo / Shipoo                            |
| オンライン広告                   | 金賞       | NIKEiD FRIEND STUDIO  | ナイキジャパン           | バスキュール号                                                    |
| ウェブサイト・キャンペーンサイト | 金賞       | SPACE BALLOON PROJECT | サムスン電子ジャパン     | バスキュール / 太陽企画                                           |
| オンラインビデオ                 | 金賞       | 森の木琴              | エヌ・ティ・ティ・ドコモ | ドリル / 電通 / エヌ・ティ・ティ・アド / エンジンプラス           |
| ベストユースオブメディア         | 金賞       | The Museum of Me      | Intel                    | Projector / 太陽企画 / Rhizomatiks / DELTRO / MountPosition       |
| インテグレーテッドキャンペーン   | 金賞       | 九州旅客鉄道          | 九州旅客鉄道             | ENGINE FILM / T&E / たき工房 / JCスパーク / エニセンス / キャスト |

- 特別賞
  - ベストインタラクティブプロダクション賞 Rhizomatiks co., ltd.
- 審査員
  - 審査員長 伊藤 直樹 （PARTY）
  - 審査員 大岩 直人 （電通） 嶋 浩一郎 （博報堂ケトル） 清水 幹太 （PARTY） 千房 けん輔 （nuuo / exonemo） 田中 耕一郎 （Projector） 中島 信也 （東北新社） 長谷川 踏太 （ワイデン＋ケネディ トウキョウ） 福田 敏也 （トリプルセブン・インタラクティブ） 朴 正義 （バスキュール）

## JIAAによるリリース
- 第１回
- 第２回
- 第３回
- 第４回
- 第５回
- 第６回
- 第７回
- 第８回
- 第９回速報 第９回リスト
- 第10回 第10回リスト